# República Soviètica Tàtar-Baixkir

la República Tàtar-Baixkir. 1918

La República Soviètica Tàtar-Baixkir fou negociada entre baixkirs i bolxevics el 20 de març de 1919 i proclamada el 22 de març de 1919. Comprenia la província d'Ufa, i part de les províncies d'Orenburg, Perm, Kazan, Viatka, Simbirsk i Samara. La capital era Sterlitamak. El primer ministre fou Yumuguloghlu. Mes al sud es va crear la república autònoma socialista Soviètica Kirguís (1920) amb capital a Oremburg (el futur Kazakhstan). La bandera fou vermella amb falç i martell al canton i damunt una estrella vermella dins un disc groc.
Després de poc temps de dirigir la república Yumuguloghlu va assumir les funcions de cap de govern Z.V. Togan, alies Validov. L'abril Aleksandr Koltxak va envair la República i la va ocupar parcialment fugint el govern a Saransk. El juny els bolxevics en la seva contraofensiva van conquerir Ufa i van derrotar a Kolchak prop d'Iekaterinburg. L'agost la Legió txecoslovaca va arribar a Kazan però la van perdre el setembre. A la tardor els bolxevics amb el suport dels tàrtars i baixkirs, dominaven de nou tot el terreny perdut.
El govern soviètic va proposar crear un estat nacional tàrtar i Baixkir dins de la RSFSR per contrarestar la decisió de l'Assemblea Nacional de crear l'Estat Idel Ural. El 27 de maig de 1920 es va crear la república dels tàrtars (incloent el territori del txuvaixos) que es va separar de la Baixkiria. El juny de 1920 Validov, que tenia por de ser eliminat pels bolxevics, va fugir del país juntament amb altres líders, i més tard es van unir als basmatxis de l'Àsia central. El govern baixkir, amb seu ara a Sterlitamak, va passar a ser d'obediència bolxevic absoluta. El 18 d'octubre de 1921 la república dels txuvaixos es va separar de la dels Tàrtars. El 14 de juny de 1922 es va agregar a Baixkiria el districte de majoria russa d'Ufa, creant-se l'anomenada Gran Baixkiria (RSSA dels Baixkirs) amb Ufa com a nova capital.